# Wilhelm Bruzelius
Arvid Wilhelm Bruzelius, född den 5 juni 1871 i Lund, död den 8 april 1957 i Helsingborg, var en svensk bankman och kommunaltjänsteman.
Bruzelius genomgick Lunds katedralskola 1881–1890 och studerade utrikes 1891. Han blev bokhållare vid Kristianstads enskilda banks kontor i Karlshamn 1892, kamrer där 1896, förste kassör vid bankaktiebolaget Södra Sveriges huvudkontor i Helsingborg 1903, förste revisor där 1904, expeditionskamrer 1907, verkställande direktör vid bankens provinscentral i Jönköping 1909 och verkställande direktör i nordiska bankirinstitutet i Stockholm 1917. Bruzelius blev chef för Helsingborgs stads kommunala revisionskontor 1921. Han blev därjämte konsul i Helsingborg för Bolivia och Venezuela 1922 samt generalkonsul för Paraguay 1938. Bruzelius innehade ett stort antal styrelseposter inom näringslivet. Han publicerade memoarer (1952). Bruzelius vilar på Donationskyrkogården i Helsingborg.